# Шевелёв, Анатолий Иосифович
Анатолий Иосифович Шевелёв (6 мая 1918 — 20 марта 1992) — механик-водитель танка 61-й гвардейской танковой бригады (10-й гвардейский танковый корпус, 4-я танковая армия, 1-й Украинский фронт) гвардии старший сержант, участник Великой Отечественной войны, кавалер ордена Славы трёх степеней.

## Биография

### Ранние годы
Родился 6 мая 1918 года в деревне Звягловка (ныне — Грязовецкий район Вологодской области) в семье крестьянина. Русский.
В 1934 году окончил 7 классов школы в селе Крутец.
С 1936 года жил в городе Вологда. Окончил школу фабрично-заводского обучения при заводе «Северный коммунар». Работал на том же заводе формовщиком, затем был помощником машиниста паровоза на Северной железной дороге.

### В Великую Отечественную войну
В феврале 1942 года был призван в Красную армию Вологодским горвоенкоматом. На фронте с апреля 1942 года. Боевой путь начал в составе 202-й стрелковой дивизии на Северо-Западном фронте. Красноармеец Шевелёв воевал автоматчиком 1317-го стрелкового полка. Дивизия держала оборону на Валдайском направлении, вела частные встречные бои на этом участке, населённые пункты в полосе обороны дивизии часто переходили из рук в руки.
В этих боях заслужил первую боевую награду. 20 ноября 1942 года во время боя за важную высоту ворвался во вражеский дзот, огнём из автомата расстрелял немецких автоматчиков, позднее точными выстрелами снял двух снайперов-«кукушек», засевших на деревьях. Награждён медалью «За отвагу».
Был несколько раз ранен, возвращался в строй. 27 декабря в бою под городом Старая Русса был снова ранен, на этот раз — тяжело. Лечился 4 месяца в госпитале в городе Кунгур, После выздоровления направлен на учёбу, в школе механиков-водителей танков в городе Верхний Уфалей освоил новую военную профессию.
Боевой путь продолжил в составе сформированного на Урале Добровольческого танкового корпуса, с ним прошёл до Победы. Сражался механиком-водителем танка Т-34 2-го танкового батальона 197-й (с октября 1943 года — 61-й гвардейской танковой бригады).
В марте — апреле 1944 года бригада участвовала в Проскуровско-Черновицкой наступательной операции. 22 марта 1944 года в бою за город Каменец-Подольский гвардии старший сержант Шевелёв в составе экипажа танка уничтожил 2 противотанковых орудия и до двух взводов гитлеровцев, захватил 3 орудия и 50 автомашин с продовольствием, боеприпасами и горючим. Награждён орденом Красной Звезды.
В июле — августе 1944 года бригада успешно действовала в Львовско-Сандомирской наступательной операции. После освобождения города Львов развивала наступление на город Самбор.
30 июля 1944 года у деревни Карналовичи (9 км северо-восточнее города Самбор, Львовской области, Украинской ССР) гвардии старший сержант Шевелёв, умело маневрируя на поле боя, в составе экипажа огнём и гусеницами уничтожил противотанковое орудие, пулемёт, миномёт я свыше 25 гитлеровцев.

### Подвиг
Приказом по частям 10-го гвардейского танкового корпуса (№ 60/н) от 12 октября 1944 года гвардии старший сержант Шевелёв Анатолий Иосифович награждён орденом Славы 3-й степени (на фронте не был вручён).
13 января 1945 года в бою за населённый пункт Лисув (9 км северо-западнее города Хмельник, Польша) гвардии старший сержант Шевелёв, умело маневрируя на поле боя, гусеницами своего танка уничтожил свыше 40 гитлеровцев и 3 автомашины. Экипаж в этом бою уничтожил танк «Тигр», противотанковое орудие, бронетранспортёр и до 80 солдат и офицеров врага. 23 января, будучи в разведке в районе города Острув (ныне Острув-Велькопольски, Польша) в составе экипажа поразил до 400 гитлеровцев, 70 подвод, 4 орудия и 8 миномётов.
За эти бои был представлен к награждению орденом Красного Знамени. В наградном листе не было отметки о награждении орденом Славы 3-й степени и командир бригады изменил статус награды.
Приказом по частям 10-го гвардейского танкового корпуса (№ 6/н) от 4 февраля 1945 года гвардии старший сержант Шевелёв Анатолий Иосифович награждён орденом Славы 3-й степени (повторно).
20 марта 1945 года в бою у населённого пункта Бухельсдорф (2 км севернее города Прудник, Польша) гвардии старший сержант Шевелёв уничтожил 2 самоходных орудия, 3 бронетранспортёра, свыше 10 вражеских солдат и офицеров. 26 марта в составе экипажа в бою у населённого пункта Круг (11 км южнее города Леобшютц, Германия, ныне город Глубчице, Польша) истребил около 50 вражеских автоматчиков. Был представлен к награждению орденом Славы 2-й степени.
В дальнейшем в составе своей бригады участвовал в Берлинской операции при ликвидации немецко-фашистских войск, окружённых юго-восточнее Берлина. День Победы гвардии старший сержант Шевелёв встретил на территории Чехословакии северо-западнее Праги, где завершил свой боевой путь.
Приказом по войскам 4-й гвардейской танковой армии (№ 241/н) от 13 июня 1945 года гвардии старший сержант Шевелёв Анатолий Иосифович награждён орденом Славы 2-й степени.

### После войны
В октябре 1945 года гвардии старшина Шевелёв был демобилизован.
Работал инспектором райфинотдела в городе Залещики (Тернопольская область Украинской ССР). С марта 1957 года шлифовщиком на заводе в городе Кыштым (Челябинская область). В октябре 1957 года вышел на пенсию по состоянию здоровья.
Только через 20 лет после Победы была исправлена ошибка с награждениями. Указом Президиума Верховного Совета СССР от 24 октября 1966 года приказы от 12 октября 1944 года и 13 июня 1945 года были отменены и Шевелёв Анатолий Иосифович награждён орденами Славы 2-й и 1-й степеней соответственно. Стал полным кавалером ордена Славы.
Жил в городе Карабаш. Выехал из города в конце 1970-х — начале 1980-х годов.
Жил в городе Шахтинск, последние годы — в посёлке Долинка Карагандинской области.
Скончался 20 марта 1992 года. Похоронен в Казахстане.

## Награды
- Орден Отечественной войны I степени (11.03.1985)[4]
- Орден Красной Звезды (31.03.1944)[5]
- Орден Славы 1-й степени (24.10.1966)[6]
- Орден Славы 2-й степени (24.10.1966)[7]
- Орден Славы 3-й степени (04.02.1945)[8]
- Медаль «За отвагу» (07.12.1942)[9]
- Медаль «За взятие Берлина»  (1945)
- Медаль «За освобождение Праги»  (1945)
- Медаль «В ознаменование 100-летия со дня рождения Владимира Ильича Ленина» (6 апреля 1970)
- Медаль «За победу над Германией в Великой Отечественной войне 1941—1945 гг.» (9 мая 1945[10])
- Юбилейная медаль «Двадцать лет Победы в Великой Отечественной войне 1941—1945 гг.» (7 мая 1965[11])
- Юбилейная медаль «Тридцать лет Победы в Великой Отечественной войне 1941—1945 гг.»[12]
- Медаль «Сорок лет Победы в Великой Отечественной войне 1941—1945 гг.»[13]
- Медаль «Ветеран труда»
- Юбилейная медаль «50 лет Вооружённых Сил СССР» (26 декабря 1967[14])
- Юбилейная медаль «60 лет Вооружённых Сил СССР» (28 января 1978[15])
- Знак «25 лет победы в Великой Отечественной войне» (1970)